# Mucuna lamii
Mucuna lamii är en ärtväxtart som beskrevs av Bernard Verdcourt. Mucuna lamii ingår i släktet Mucuna och familjen ärtväxter. Inga underarter finns listade i Catalogue of Life.